# 2008년 하계 패럴림픽
2008년 하계 패럴림픽(영어: 2008 Summer Paralympics, XIII Paralympic Games, 중국어 간체자: 2008年夏季残奥会)은 중국 베이징에서 9월 6일부터 9월 17일까지 열린 13번째 하계 패럴림픽이다. 중국에서 가장 많은 선수가 출전했다. 대부분의 경기가 베이징에서 진행되었으나, 승마 경기는 홍콩에서, 요트 경기는 칭다오에서 진행되었다.
2005년 6월 26일, 베이징 올림픽 위원회는 2008년 하계 올림픽의 슬로건은 "하나의 세계, 하나의 꿈"(중국어 간체자: 同一个世界 同一个梦想, 정체자: 同一個世界 同一個夢想)이 될 것이라고 밝힌 바 있다. 2008년 하계 패럴림픽에서도 같은 슬로건이 사용되었다.
2008년 8월 24일, 베이징 올림픽 조직위원회의 부위원장인 탕샤오콴은 148개국에서 4,200명 이상의 선수들이 참가할 것이라고 밝혔다. 역대 패럴림픽 중 가장 많은 국가가 참가했으며, 몇몇 국가는 처음으로 패럴림픽에 참가했다.

## 경기장
19개의 경기장이 2008년 하계 패럴림픽 경기장으로 선정되었다. 베이징에 17개, 홍콩에 1개, 칭다오에 1개가 각각 위치하고 있다.
1. 베이징 국가체육장 (새둥지)
2. 국립 수상경기 센터 (워터 큐브)
3. 국립 실내 체육관
4. 베이징 사격장
5. 라오산 벨로드롬
6. 순이 올림픽 수상 공원
7. CAU 체육관
8. 베이징 과학기술 대학교(USTB) 체육관
9. 베이징 대학 체육관
10. 올림픽 그린 테니스 센터
11. 베이징 이공대 체육관
12. 펜싱 홀
13. 올림픽 그린 하키 필드
14. 베이징 올림픽 공원 양궁장
15. 칭다오 국제 조정 센터
16. 홍콩 올림픽 승마 경기장
17. 베이징 항공 우주대 체육관
18. 베이징 노동자 체육관

## 상징

### 엠블럼
엠블럼은 운동 선수의 움직이는 모습으로 형상화된 한자 "之"(갈 지)이다. "하늘, 땅, 사람"(天、地、人)이라는 뜻을 가지고 있다. 엠블럼의 빨강, 파랑, 초록색은 각각 태양, 하늘, 지구를 나타낸다.

### 슬로건
2008년 하계 올림픽의 슬로건과 동일한 "하나의 세계, 하나의 꿈"이다.

### 마스코트
마스코트는 만화로 그려진 "푸니우 러러"라는 이름의 소이며, 디자인은 고대 중국 문명의 농경문화에서 기원하였다.

### 주제곡
주제곡은 저명한 광둥 가수 유덕화가 부른 'Everyone is No.1'이다.

## 성화 봉송
2008년 하계 패럴림픽의 성화 봉송은 8월 28일 베이징의 천단에서 채화되어 시작되었다. 성화는 두개의 경로를 지나고(중국 고대의 길, 중국 현대의 길) 9월 5일에 베이징에 돌아와, 9월 6일 개막식 때에 베이징 국립 경기장에서 점화되었다.

## 경기

### 개막식
2008년 하계 패럴림픽 개막식은 2008년 9월 6일에 열렸다.

### 경기 종목
2008년 하계 패럴림픽에서는 다음 20개의 경기가 치러졌다 :
| - 양궁 - 육상 - 보치아 - 사이클 - 경마 - 5인제 축구 - 7인제 축구 | - 골볼 - 유도 - 파워리프팅 - 조정 - 요트 - 사격 - 수영 | - 탁구 - 좌식 배구 - 휠체어 농구 - 휠체어 펜싱 - 휠체어 럭비 - 휠체어 테니스 |

조정 경기는 이번 패럴림픽에서 처음으로 열렸다.

### 일정 및 달력
| ● | 개회식 |  | 경기 |  | 결승전 | ● | 폐회식 |

| 9월           | 6일 토 | 7일 일 | 8일 월 | 9일 화 | 10일 수 | 11일 목 | 12일 금 | 13일 토 | 14일 일 | 15일 월 | 16일 화 | 17일 수 |
| ------------- | ------ | ------ | ------ | ------ | ------- | ------- | ------- | ------- | ------- | ------- | ------- | ------- |
| 양궁          |        |        |        |        |         |         |         |         |         |         |         |         |
| 육상          |        |        |        |        |         |         |         |         |         |         |         |         |
| 보치아        |        |        |        |        |         |         |         |         |         |         |         |         |
| 사이클        |        |        |        |        |         |         |         |         |         |         |         |         |
| 경마          |        |        |        |        |         |         |         |         |         |         |         |         |
| 5인제 축구    |        |        |        |        |         |         |         |         |         |         |         |         |
| 7인제 축구    |        |        |        |        |         |         |         |         |         |         |         |         |
| 골볼          |        |        |        |        |         |         |         |         |         |         |         |         |
| 유도          |        |        |        |        |         |         |         |         |         |         |         |         |
| 파워리프팅    |        |        |        |        |         |         |         |         |         |         |         |         |
| 조정          |        |        |        |        |         |         |         |         |         |         |         |         |
| 요트          |        |        |        |        |         |         |         |         |         |         |         |         |
| 사격          |        |        |        |        |         |         |         |         |         |         |         |         |
| 수영          |        |        |        |        |         |         |         |         |         |         |         |         |
| 탁구          |        |        |        |        |         |         |         |         |         |         |         |         |
| 배구          |        |        |        |        |         |         |         |         |         |         |         |         |
| 휠체어 농구   |        |        |        |        |         |         |         |         |         |         |         |         |
| 휠체어 펜싱   |        |        |        |        |         |         |         |         |         |         |         |         |
| 휠체어 럭비   |        |        |        |        |         |         |         |         |         |         |         |         |
| 휠체어 테니스 |        |        |        |        |         |         |         |         |         |         |         |         |
| 행사          | ●      |        |        |        |         |         |         |         |         |         |         | ●       |
| 9월           | 6일 토 | 7일 일 | 8일 월 | 9일 화 | 10일 수 | 11일 목 | 12일 금 | 13일 토 | 14일 일 | 15일 월 | 16일 화 | 17일 수 |

### 참가 국가
다음은 2008년 하계 패럴림픽 참가 국가의 목록으로, 각국의 국가 패럴림픽 위원회들이 보낸 선수단에 따른다. 마카오와 페로 제도는 국제 패럴림픽 위원회의 회원국이나, 국제 올림픽 위원회에는 속하지 않았다. 따라서 패럴림픽에만 참가하게 된다.
부룬디, 가봉, 조지아, 아이티, 몬테네그로 5개국이 처음으로 하계 패럴림픽에 참가했다. 보츠와나는 선수 1명이 참가할 예정이었지만 취소되었다.
| - 가나 - 가봉 - 과테말라 - 그리스 - 기니 - 나이지리아 - 나미비아 - 남아프리카 공화국 - 네덜란드 - 네팔 - 노르웨이 - 뉴질랜드 - 니제르 - 대한민국 - 덴마크 - 도미니카 공화국 - 독일 - 동티모르 - 라오스 - 라트비아 - 러시아 - 레바논 - 레소토 - 루마니아 - 룩셈부르크 - 르완다 - 리비아 - 리투아니아 - 마다가스카르 - 마카오 - 마케도니아 공화국 - 말레이시아 - 말리 - 멕시코 - 모로코 - 모리셔스 - 몬테네그로 | - 몰도바 - 몰타 - 몽골 - 미국 - 바누아투 - 바레인 - 바베이도스 - 방글라데시 - 버뮤다 - 베네수엘라 - 베냉 - 베트남 - 벨기에 - 벨라루스 - 보스니아 헤르체고비나 - 보츠와나 - 부룬디 - 부르키나파소 - 불가리아 - 브라질 - 사모아 - 사우디아라비아 - 세네갈 - 세르비아 - 수리남 - 스리랑카 - 스웨덴 - 스위스 - 스페인 - 슬로바키아 - 슬로베니아 - 시리아 - 싱가포르 - 아랍에미리트 - 아르메니아 - 아르헨티나 - 아이슬란드 | - 아이티 - 아일랜드 - 아제르바이잔 - 아프가니스탄 - 알제리 - 앙골라 - 에스토니아 - 에콰도르 - 에티오피아 - 엘살바도르 - 영국 - 오만 - 오스트레일리아 - 오스트리아 - 온두라스 - 요르단 - 우간다 - 우루과이 - 우즈베키스탄 - 우크라이나 - 이라크 - 이란 - 이스라엘 - 이집트 - 이탈리아 - 인도 - 인도네시아 - 일본 - 자메이카 - 잠비아 - 조지아 - 중국 (개최국) - 중앙아프리카 공화국 - 중화 타이베이 - 짐바브웨 - 체코 - 칠레 | - 카보베르데 - 카자흐스탄 - 카타르 - 캄보디아 - 캐나다 - 케냐 - 코스타리카 - 코트디부아르 - 콜롬비아 - 쿠바 - 쿠웨이트 - 크로아티아 - 키르기스스탄 - 키프로스 - 타지키스탄 - 탄자니아 - 태국 - 튀르키예 - 통가 - 투르크메니스탄 - 튀니지 - 파나마 - 파키스탄 - 파푸아뉴기니 - 팔레스타인 - 페로 제도 - 페루 - 포르투갈 - 폴란드 - 푸에르토리코 - 프랑스 - 피지 - 핀란드 - 필리핀 - 헝가리 - 홍콩 |

## 메달 집계
메달 순으로 순서를 매긴 상위 10개의 패럴림픽 위원회이다. 주최국인 중국은 연보라색으로 표시되어 있다.
| 순위 | 국가              | 금메달 | 은메달 | 동메달 | 합계 |
| ---- | ----------------- | ------ | ------ | ------ | ---- |
| 1    | 중국              | 89     | 70     | 52     | 211  |
| 2    | 영국              | 42     | 29     | 31     | 102  |
| 3    | 미국              | 36     | 35     | 28     | 99   |
| 4    | 우크라이나        | 24     | 18     | 32     | 74   |
| 5    | 오스트레일리아    | 23     | 29     | 27     | 79   |
| 6    | 캐나다            | 18     | 9      | 20     | 47   |
| 7    | 남아프리카 공화국 | 21     | 3      | 6      | 30   |
| 8    | 러시아            | 18     | 22     | 23     | 63   |
| 9    | 브라질            | 16     | 14     | 17     | 47   |
| 10   | 스페인            | 15     | 21     | 22     | 58   |

## 같이 보기
- 2008년 하계 올림픽
- 2022년 동계 패럴림픽